# Ptilonorhynchidae
Gli ptilonorinchidi (Ptilonorhynchidae Gray, 1841) sono una famiglia di uccelli dell'ordine dei passeriformi.

## Descrizione

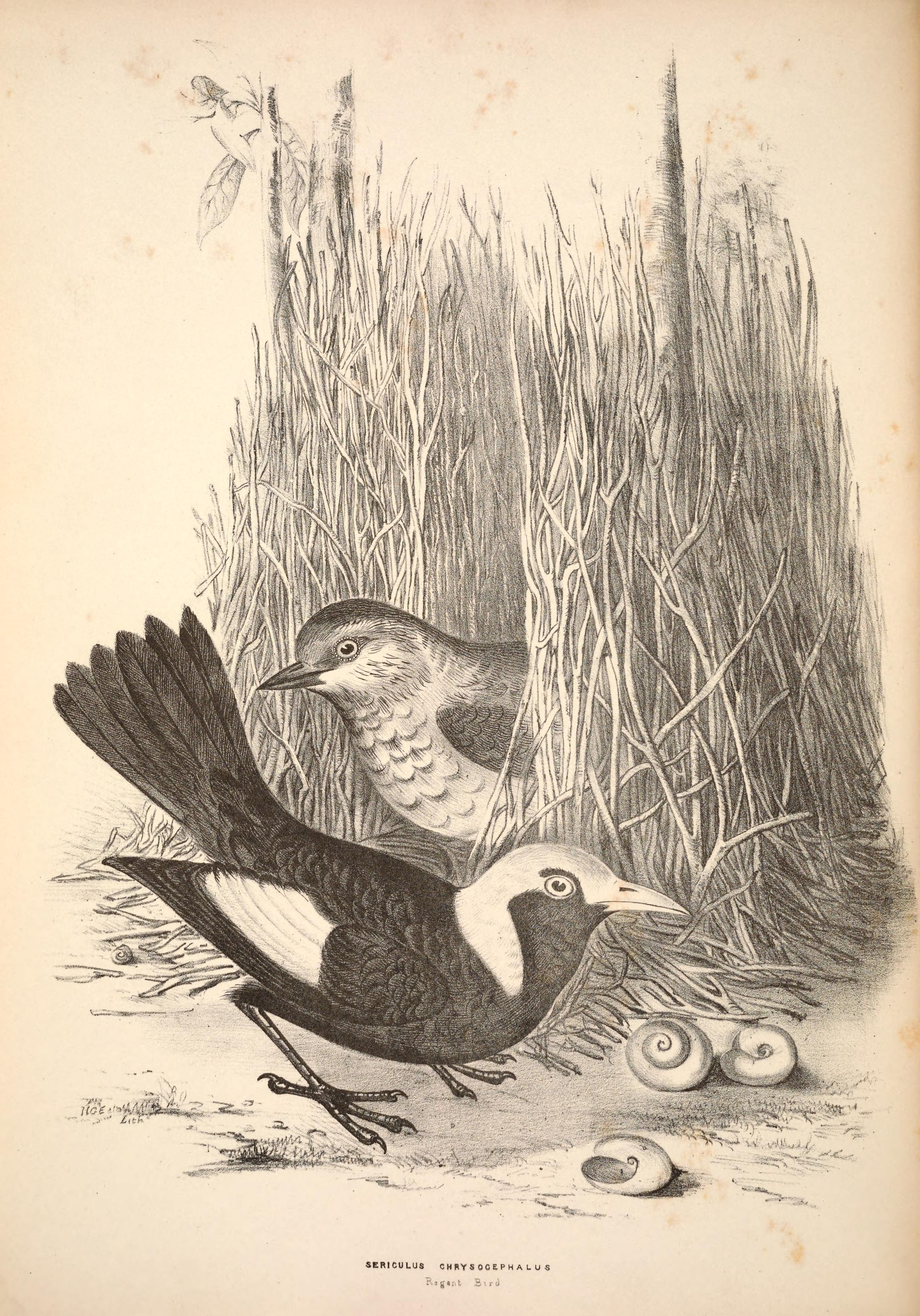
Maschio (in basso) e femmina (in alto) di Sericulus chrysocephalus.

Alla famiglia appartengono animali di dimensioni e aspetto piuttosto variabili: si tratta in linea di massima di uccelli di dimensioni medie o medio-piccole (dai 22 cm dell'uccello giardiniere dorato ai 40 cm dell'uccello giardiniere maggiore), caratterizzati da un aspetto massiccio che in alcune specie ricorda i fringillidi o gli estrildidi (come Ailuroedus) ed in altre i corvidi (come Ptilonorhynchus), gli oriolidi (Sericulus) o i turdidi (Amblyornis o Chlamydera), ma accomunate dalla presenza di zampe forti e piuttosto allungate che ne evidenziano le abitudini di vita parzialmente terricole (sebbene tutte le specie siano in grado di volare).
Gran parte delle specie ascritte alla famiglia mostra un piumaggio dai colori vivaci (giallo oro, arancione, nero-violaceo lucido): le specie diffuse nelle aree più secche presentano invece un piumaggio dai toni generalmente grigi o marroni, con aree colorate sulla testa. Il dimorfismo sessuale è sempre presente, coi maschi che sono generalmente più grossi e colorati rispetto alle femmine, talvolta mostrando ciuffi colorati di penne su testa o dorso del tutto assenti negli esemplari di sesso femminile, che presentano invece colorazione generalmente dimessa e altamente mimetica.

## Biologia
Si tratta di animali generalmente diurni, che si nutrono in prevalenza di frutti, ma non disdegnano insetti, altri vegetali e qualche animaletto: durante l'inverno molte specie si raccolgono in stormi anche numerosi, mentre durante il periodo degli amori gli ptilonorinchidi divengono solitari e territoriali.

Gli uccelli giardinieri sono animali molto vocali ed eccellenti mimi, potendo imitare una quantità di richiami di altri uccelli ed anche di altri suoni.

Maschio di Chlamydera guttata (in primo piano) con femmina nella sua costruzione.

Gli uccelli ascritti a questa famiglia sono conosciuti principalmente per l'elaborato rituale di corteggiamento esibito dai maschi comprendente la costruzione di capannine di accoppiamento : tutte le specie, infatti (ad eccezione degli uccelli gatto del genere Ailuroedus, che sono monogami), sono poligine, coi maschi che cercano di accoppiarsi col maggior numero possibile di femmine, disinteressandosi poi totalmente dalle cure parentali.

Il maschio costruisce degli imponenti strutture di rametti intrecciati (comunemente ritenute i nidi di questi uccelli, mentre in realtà rappresentano unicamente strutture orientate all'attrazione sessuale, col nido vero e proprio che viene costruito dalla femmina al suolo in un altro luogo, utilizzando fibre vegetali e materiale soffice), con le specie dalla livrea meno brillante che costruiscono strutture più appariscenti rispetto a quelle più colorate: alcune specie costruiscono delle piattaforme attorno al tronco di un alberello, mentre altre costruiscono dei pergolati a forma di capanna oppure col tetto aperto. Nei dintorni di queste strutture, il maschio posiziona grandi quantità di oggetti decorativi dalla colorazione brillante, che comprendono ossicini, conchiglie, fiori, piume e bacche, ma anche materiale sintetico come pezzetti di plastica e di vetro: il maschio trascorre molte ore a posizionare questi oggetti, sviluppando un proprio gusto personale ed aggiungendo ritocchi e migliorie anno dopo anno.

Verosimilmente, sussiste agli occhi delle femmine una correlazione fra la colorazione sgargiante o l'imponenza dei pergolati nuziali e il benessere fisico dei maschi, che ne decreta la scelta preferenziale.

Amblyornis inornata con nido sullo sfondo.

Le varie piattaforme presenti in una zona (un tempo si riteneva che gli uccelli giardinieri competessero in lek, tuttavia la distribuzione dei vari maschi pare seguire pattern più casuali) vengono visitati varie volte da più femmine: all'arrivo di queste ultime, i maschi le accolgono con balletti sincopati che prevedono l'arruffamento delle penne ed il tremolio di zampe e coda, cercando di impressionarle e di spingerle ad accoppiarsi con loro. Al contempo, però, il maschio è sensibile ai gusti della femmina, modificando il suo rituale corteggiamento se nota che la potenziale partner comincia a non essere a proprio agio (ad eccezione degli uccelli gatto dentati, che inseguono le femmine in volo e le costringono all'accoppiamento).
Le specie della Nuova Guinea depongono un solo uovo, mentre quelle australiane ne possono deporre fino a tre: le uova degli uccelli giardiniere, monocrome negli uccelli gatto e lievemente screziate negli altri, sono fra le più voluminose fra i passeriformi, se paragonate alle dimensioni dell'animale adulto. Esse vengono covate dalla sola femmina, ed anche l'allevamento della prole è compito esclusivo della madre.
Gli uccelli giardiniere sono fra i passeriformi più longevi, vivendo in media una decina d'anni, ma raggiungendo i 26 anni d'età: anche la maturità sessuale è piuttosto tardiva, venendo raggiunta attorno ai tre anni (sebbene in genere solo le femmine comincino effettivamente a riprodursi a quell'età, mentre i maschi divengono competitivi per l'accoppiamento attorno ai 7 anni).

## Distribuzione e habitat
La famiglia ha diffusione oceaniana, con gran parte dei generi che presentano rappresentanti sia in Australia che in Nuova Guinea: solo due specie vivono su entrambe le sponde dello Stretto di Torres, e tre generi (Archboldia, Prionodura e Scenopoeetes, peraltro tutti monotipici) popolano unicamente l'una o l'altra isola. Quasi tutti gli uccelli giardiniere abitano le foreste umide, sino ai 4000 m di altitudine: fanno eccezione alcuni rappresentanti del genere Chlamydera, che occupano anche aree più secche.

## Tassonomia
Alla famiglia vengono ascritte 27 specie, raggruppate in 8 generi:
Famiglia Ptilonorhynchidae
- Genere Ailuroedus (10 spp.)
- Genere Scenopoeetes (1 sp.)
- Genere Archboldia (1 sp.)
- Genere Amblyornis (4 spp.)
- Genere Prionodura (1 sp.)
- Genere Sericulus (4 spp.)
- Genere Ptilonorhynchus (1 sp.)
- Genere Chlamydera (5 spp.)

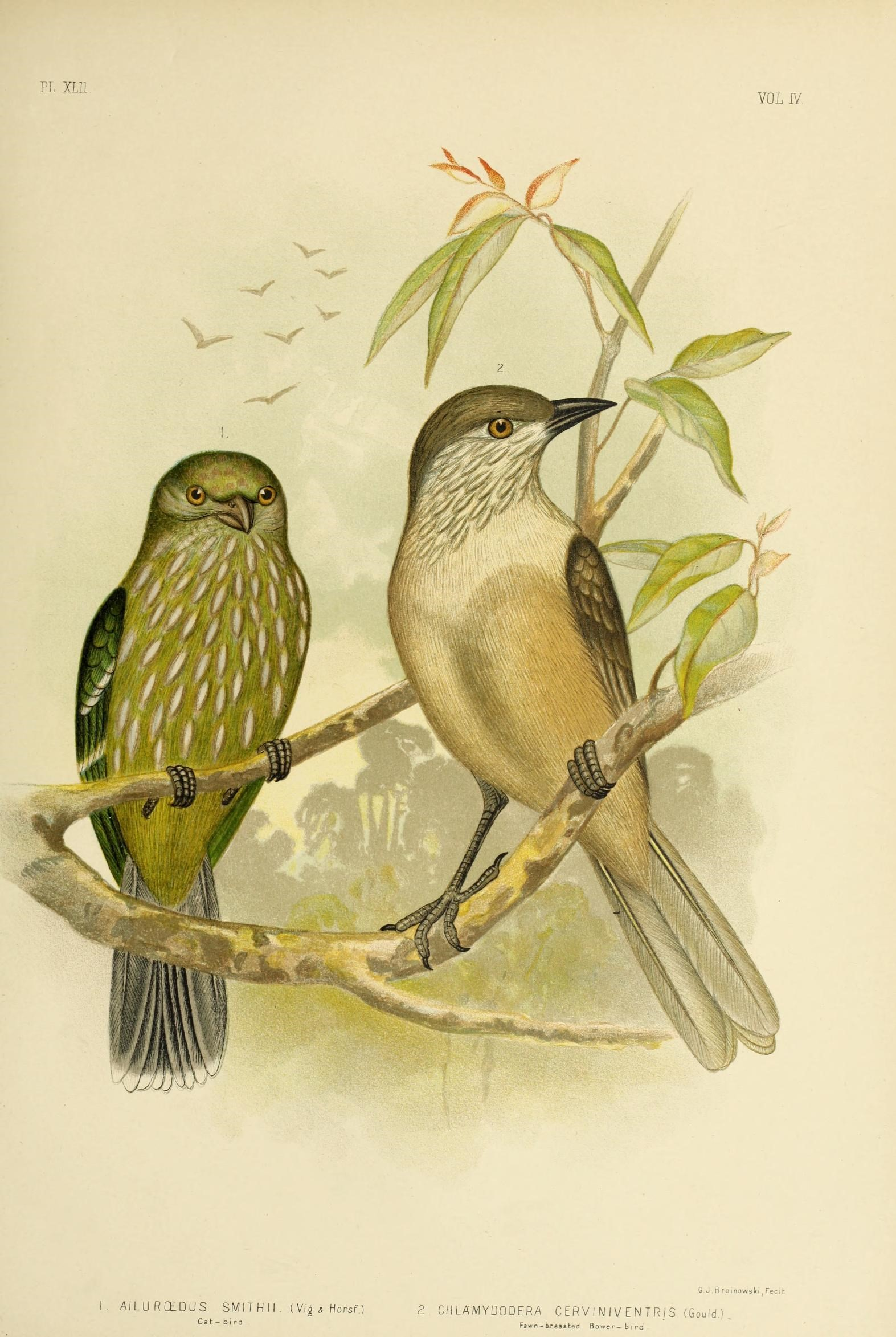
A sx Ailuroedus crassirostris A dx Chlamydera cerviniventris.
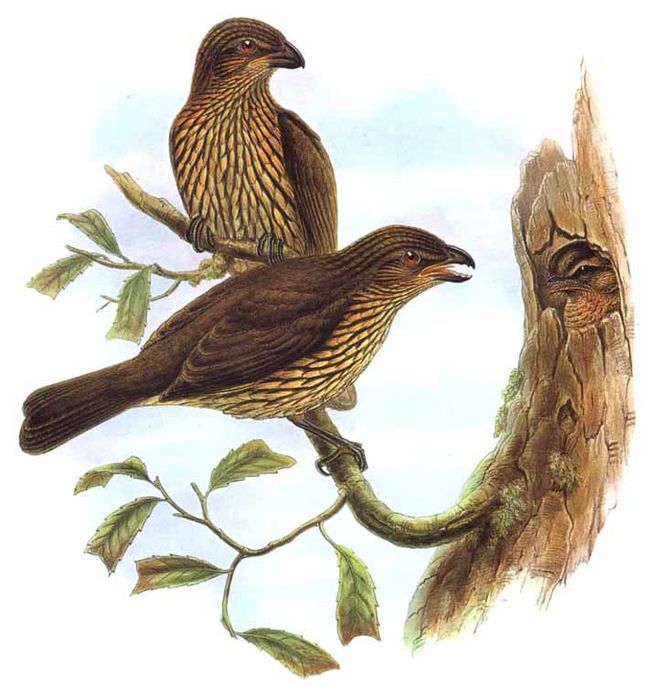
Scenopoeetes dentirostris.
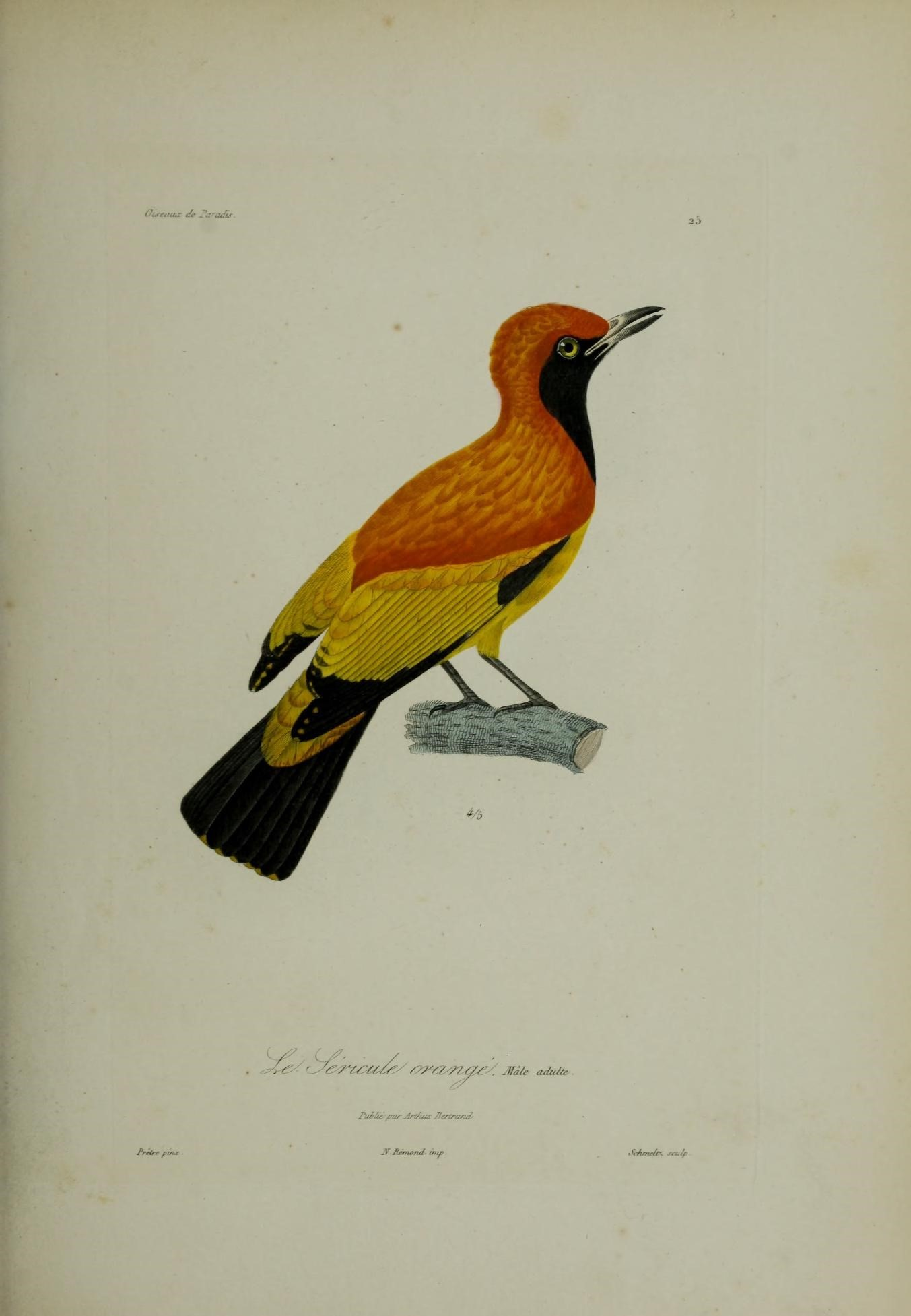
Sericulus aureus.

All'interno della famiglia sono riscontrabili tre cladi:
- Un clade basale, rappresentato da Ailuroedus;
- Un secondo clade, costituito da Scenopoeetes ed Amblyornis;
- Un terzo clade, costituito da Sericulus e dai sister taxa Ptilonorhynchus e Chlamydera;

A dispetto di quanto comunemente pensato fino a tempi recenti, gli esami di carattere genetico hanno rivelato che gli uccelli giardiniare non sono strettamente imparentati con gli uccelli del paradiso, ma vanno a costituire un clade piuttosto basale in seno alla radiazione evolutiva australasiana degli Oscini, sister taxon dei Climacteridae.